# Ramal de Paraoquena
| Ramal de Paraoquena | Ramal de Paraoquena |
| ------------------- | ------------------- |
| Spurweite:          | 1000 mm (Meterspur) |
|                     |                     |

Der Ramal de Paraoquena ist eine Eisenbahnstrecke in Brasilien.

## Geschichte
Der Ramal de Paraoquena wurde zwischen 1883 und 1891 durch die Bahngesellschaft Estrada de Ferro Leopoldina gebaut und eröffnet. Es handelte sich hierbei um eine Verbindung zwischen der Linha de Manhuaçu im Ort Cisneiros und der Linha de Campos - Miracema im Ort Paraoquena. 
Zwischen diesen beiden Orten verkehrten unabhängige Personenzüge, man musste also jeweils umsteigen. Erst spät in den 1960er Jahren wurden auch direkte Züge zwischen dem Bahnhof Recreio und Campos eingesetzt, was das Umsteigen erübrigte. 
Offiziell wurde diese Strecke niemals stillgelegt. Obwohl es heute nur noch minimalen Güterverkehr und keinen Personenverkehr gibt, stellt diese Strecke doch eine schnelle Verbindung zwischen der Region Cataguazes in Minas Gerais und Campos im Bundesstaat Rio de Janeiro dar. 